# Саръю (приток Илыча)
Саръю — река в России, протекает по территории Троицко-Печорского района Республики Коми. Устье реки находится в 96 км от устья Илыча по правому берегу. Длина реки — 91 км, площадь водосборного бассейна — 816 км².
Исток реки в холмах на дальних предгорьях Северного Урала. После истока течёт на юг, затем резко поворачивает на северо-запад, затем — снова на юг. В 30 км от устья принимает слева реку Матка-Ёль. Всё течение проходит в ненаселённой холмистой тайге. Впадает в Илыч у урочища Сарьюдин.

## Данные водного реестра
По данным государственного водного реестра России относится к Двинско-Печорскому бассейновому округу, водохозяйственный участок реки — Печора от истока до водомерного поста у посёлка Шердино, речной подбассейн реки — Бассейны притоков Печоры до впадения Усы. Речной бассейн реки — Печора.
Код объекта в государственном водном реестре — 03050100112103000059003.